# Chairs match
Chairs match – odmiana walki w wrestlingu. W walce obowiązują wszystkie standardowe zasady, poza jedną - dozwolone jest używanie metalowych krzeseł w charakterze broni. Wygrana następuje w taki sam sposób, jak w normalnych walkach. Użycie jakiejkolwiek innej broni czy dowolne zagranie, które w zwykłej walce powoduje dyskwalifikację, jest karane w normalny sposób.

## Historia
Pierwszym w historii Chairs matchem było starcie pomiędzy World Heavyweight Championem The Undertakerem a jego rywalem, Batistą. Pojedynek odbył się 13 grudnia 2009 na pierwszej gali z cyklu WWE TLC: Tables, Ladders & Chairs; mistrz zdołał obronić tytuł.
Do tej pory odbyło się sześć Chairs matchów, a każdy z nich miał miejsce na gali z cyklu WWE TLC.

## Chairs match – historia walk
| LP | Mecz                             | Stypulacja                                    | Wydarzenie | Data            | Lokalizacja                            | Zwycięzca       | Czas  |
| -- | -------------------------------- | --------------------------------------------- | ---------- | --------------- | -------------------------------------- | --------------- | ----- |
| 1  | The Undertaker vs Batista        | Chairs match o World Heavyweight Championship | TLC 2009   | 13 grudnia 2009 | AT&T Center, San Antonio, Teksas       | The Undertaker  | 23:14 |
| 2  | John Cena vs Wade Barrett        | Chairs match                                  | TLC 2010   | 19 grudnia 2010 | Toyota Center, Houston, Teksas         | John Cena       | 19:10 |
| 3  | Mark Henry vs. Big Show          | Chairs match o World Heavyweight Championship | TLC 2011   | 18 grudnia 2011 | 1st Mariner Arena, Baltimore, Maryland | Big Show        | 13:24 |
| 4  | Sheamus vs. Big Show             | Chairs match o World Heavyweight Championship | TLC 2012   | 16 grudnia 2012 | Brooklyn, Nowy Jork                    | Big Show        | 14:08 |
| 5  | Ryback vs. Kane                  | Chairs match                                  | TLC 2014   | 14 grudnia 2014 | Cleveland, Ohio                        | Ryback          | 9:50  |
| 6  | Alberto Del Rio vs. Jack Swagger | Chairs match o WWE United States Championship | TLC 2015   | 13 grudnia 2015 | Boston, Massachusetts                  | Alberto Del Rio | 11:15 |